# Phyllosticta cruenta
Phyllosticta cruenta is een bladvlekkenziekte die behoort tot de familie Botryosphaeriaceae. Het is een biotrofe parasiet en komt voor op het blad van gewone salomonszegel (Polygonatum multiflorum) en de welriekende salomonszegel (Polygonatum odoratum). Het aantal pycnidiën is veel lager aan de onderzijde dan aan de bovenzijde van het blad. De pycnidiën zien er uit als zwarte stipjes en hebben een diameter van 80 tot 200 µm, meestal 120 tot 160 µm.
Conidia zijn eencellig, ellipsoïde, afgeknot, top afgerond, soms licht getand. Ze meten 12-21 × 5-10 µm en zijn meestal 16-19 × 8-10 µm. Ze zijn omgeven door een dunne laag slijm.

## Verspreiding
Phyllosticta cruenta komt met name voor in Europa en Noord-Amerika. Er zijn ook waarnemingen bekend uit Afrika en Azië . Het komt in Nederland uiterst zeldzaam voor.